# Buddy Bolden
Buddy Bolden, (New Orleans, 1877. szeptember 6. – Jackson, 1931. november 4.) amerikai kornettes a dzsessz hőskorából. Bolden a dzsessz egyik alapító atyja volt. Sok dzsesszzenész, köztük Jelly Roll Morton és Louis Armstrong az egyik legjobb a dzsesszt játszó zenészként emlegették. Nem volt még tízéves, amikor meghalt a húga, két évre rá pedig az édesapja.

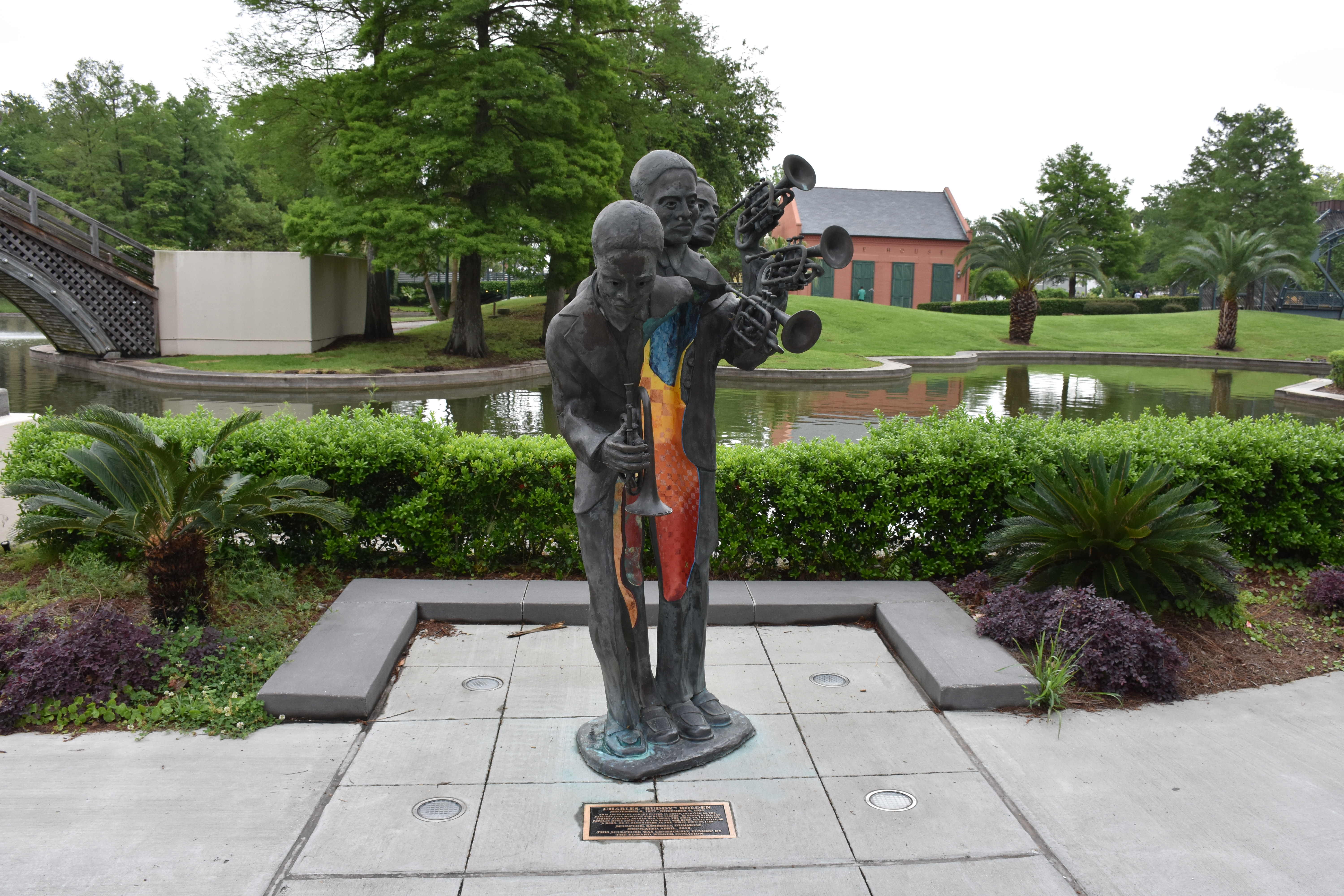
Buddy Bolden szobra a Louis Armstrong Parkban, New Orleansban

## Pályafutása
Bolden a szóbeszéd szerint a dzsesszzene legendás, legelső zenekarvezetője volt. Danny Barker szerint (aki ismert olyan zenészeket, akik Boldennel játszottak), Bolden főállásban fodrász, egy fodrászüzlet tulajdonosa volt, esténként és hétvégeken a zenekarával játszott. Donald Marquis dzsessztöténész szerint ez nem valószínű.
Bolden zenekarát valószínűleg 1895-ben alapították. Ez az indulózenekar utcai menetelőzenét, esküvői zenét, temetésekre egyházi zenét, tánczenét, ragtime-ot, bluest játszott New Orleansban. Ekkor tizennyolc éves volt. 1900-tól 1906-ig a város legnépszerűbb muzsikusa volt. A kortársak úgy írják, mint aki nagyon tiszta és erőteljen zenét játszott.
Alkoholista volt. 1906-ban egy veszekes közben fejbevágta az anyósát. Börtönbe zárták. Bolden nem készített felvételeket, így zenéjére nem maradt fenn. Egyre súlyosbodó állapota miatt a zenekart a vezető harsonás, Frankie Dusen vette át, és végül elbocsátotta az egyre feledékenyebb Boldent.
Boldennek 1907-ben, 30 éves korában már akut alkoholos pszichózisa volt (dementia praecox). Bekerült a Louisiana State Insane Asylum Jacksonba, egy elmegyógyintézetbe, ahol a hátralévő életét töltötte. A legújabb kutatások azt sugallják, hogy Bolden szervezetében lehetett a pellagra − a népesség szegény feketék körében gyakori vitaminhiány, ami 1907-ben végigsöpört az Egyesült Államok déli részén.
1931. november 4-én bekövetkezett halálát − a halotti anyakönyvi kivonat szerint − agyi érelmeszesedés okozta. Jelly Roll Morton Boldenek dedikálta a „Buddy Bolden Blues” című dalt, amely Bolden „Funky Butt” című szerzeményén alapul. Michael Ondaatje kanadai író „Buddy Bolden's Blues” (Coming Through Slaughter, 1976) című regényének Bolden a főszereplője. Nicholas Christopher „Tiger Rag” című 2013-as regénye szintén Buddy Bolden és egy fiktív fonográf(?)henger körül forog.
Boldent a New Orleans-i temetőben temették el egy jelöletlen sírba, ahol 1998-ban emlékművet állítottak neki. Egy fontos norvég dzsessz-díj, a „Buddyprisen” neki állít emléket.